# Samora Bergtop
Samora Bergtop (Groningen, 16 december 1978) is een Nederlands actrice van Surinaamse afkomst.
Bergtop volgde na de basisschool de havo aan het Segbroek College in Den Haag. Nadat ze haar diploma behaalde, volgde ze de Dansacademie Lucia Marthas. Na één jaar hield Bergtop het voor gezien en besloot ze zich twee jaar later in te schrijven voor de Toneelschool van Amsterdam, waar ze in 2004 een Bachelor of Arts in Theatre behaalde. Naast haar opleiding aan de toneelschool was ze ook al een aantal keren in musicals en toneelstukken te zien. In 2001 maakte ze haar debuut op de planken met het stuk Freebirds, onder regie van Roel Twijnstra en Jerry Poe.
Vervolgens speelde ze rollen in toneelstukken en televisieseries. Zo speelde ze gastrollen in AlexFM, Grijpstra & De Gier (RTL), Parels & Zwijnen (Talpa), Floor Faber (Net5), Levenslied (KRO) en Seinpost Den Haag (KRO). In 2011 was ze te zien als Hanneke Bosbeek in een drietal episodes van de soapserie Goede tijden, slechte tijden (RTL).
Bergtop werd voor haar rol in de musical Billie Holiday genomineerd voor een John Kraaijkamp Musical Award in de categorie Beste Vrouwelijke Hoofdrol.